# Гай Кальпурний Авиола
Гай Кальпу́рний Авио́ла (лат. Gaius Calpurnius Aviola; умер после 37 года) — древнеримский политический деятель из знатного плебейского рода Кальпурниев, консул-суффект 24 года.

## Биография
О каких-либо подробностях жизни Гая почти ничего не известно. В 24 году Авиола занимал должность консула-суффекта совместно с Публием Корнелием Лентулом Сципионом. В 37/38 году он находился на посту проконсула провинции Азия. Возможно, его следует идентифицировать с легатом Лугдунской Галлии Ацилием Авиолой, который усмирял волнения в своей провинции, вызванные мятежом Юлия Флора и Юлия Сакровира.